# International Axion Observatory
Das International Axion Observatory (IAXO) ist ein vorgeschlagenes Helioskop der nächsten Generation für die Suche nach solaren Axionen und Axion-Like-Particles (ALPs). Es ist als Nachfolger des CERN Axion Solar Telescope (CAST), welches von 2003 bis 2022 betrieben wurde, gedacht. IAXO wird als ein größeres Helioskop gebaut werden und täglich für eine längere Zeit observieren können.

## Die IAXO-Kollaboration
Die Absichtserklärung für das International Axion Observatory wurde im August 2013 beim CERN eingereicht. IAXO wurde im Juli 2017 formal gegründet und erhielt im Oktober 2018 einen Advanced Grant (Forschungszuschüsse) vom Europäischen Forschungsrat. Das kurzfristige Ziel der Kollaboration ist es, das Vorexperiment mit dem Namen BabyIAXO zu bauen, welches am DESY in Hamburg, Deutschland gebaut werden soll.

## Operationsprinzip

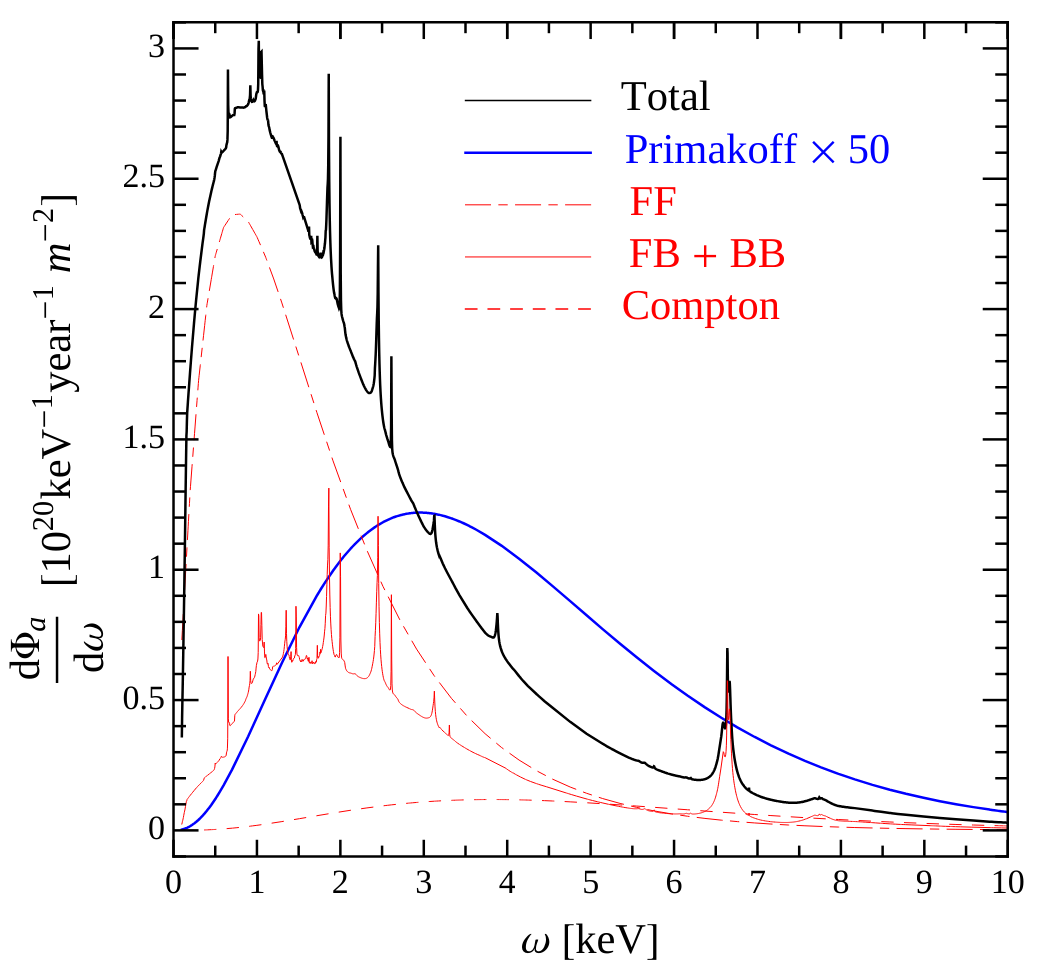
Fluss der solaren Axionen durch Axion-Elektron-Kopplung (rot) und Primakoff-Fluss durch Axion-Photon-Kopplung (blau).

Das IAXO-Experiment folgt dem Helioskopprinzip. Axionen können in Sternen (wie der Sonne) mit dem Primakoff-Effekt und anderen Mechanismen produziert werden. Diese Axionen können dann das Helioskop erreichen und in Gegenwart eines magnetischen Feldes in weiche (niederenergetische) Röntgenstrahlen konvertieren. Diese Photonen werden dann von einer Röntgenoptik fokussiert und werden als ein Signalüberschuss am Detektor erwartet, wenn der Magnet auf die Sonne gerichtet ist.
Das Potential des Experimentes kann mit der figure of merit (FOM) bestimmt werden, welche mit
{\displaystyle FOM\sim B^{2}L^{2}A\times \epsilon _{d}b^{-1/2}\times \epsilon _{o}\alpha ^{-1/2}\times \epsilon _{t}^{1/2}t^{1/2}}
definiert werden kann. Der erste Faktor ist hier auf den Magneten bezogen und hängt vom magnetischen Feld (B), der Länge des Magneten (L) und der Querschnittsfläche der Magnetöffnung (A) ab. Der zweite Teil beinhaltet die Effizienz ({\displaystyle \epsilon _{d}}) und das Untergrundsignal (b) des Detektors. Der Dritte bezieht sich auf die Optik, spezifischer auf die Effizienz ({\displaystyle \epsilon _{o}}) und die Fläche des fokussierten Signals auf dem Detektor ({\displaystyle \alpha }). Der letzte Term ist abhängig von der Operationszeit (t) und den Anteil der Zeit, in dem das Experiment auf die Sonne gerichtet ist ({\displaystyle \epsilon _{t}}). Das Ziel ist es, die figure of merit zu maximieren, um die Sensitivität des Experimentes für Axionen zu optimieren.

## Sensibilität und physikalisches Potenzial

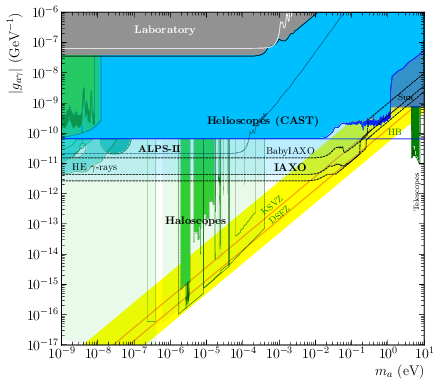
Übersicht der Axion-Photon-Kopplung

IAXO wird in erster Linie nach solaren Axionen suchen und hat darüber hinaus das Potenzial, das Quantenchromodynamik-Axion (QCD-Axion) im Massenbereich von 1 meV bis 1 eV nachzuweisen. Es wird außerdem erwartet, dass IAXO in der Lage sein wird, ALPs zu entdecken. Daher hat IAXO das Potenzial, sowohl das starke CP-Problem als auch das Dunkle-Materie-Problem zu lösen.
Es könnte später auch angepasst werden, um Modelle hypothetischer dunkler Photonen oder Chamäleonteilchen zu testen. Außerdem kann der Magnet als Haloskop genutzt werden, um nach Dunkle-Materie-Axionen zu suchen.
IAXO wird eine 1 bis 1,5 Größenordnungen höhere Empfindlichkeit für die Axion-Photon-Kopplung haben als frühere Experimente.

### Axionquellen für IAXO
Jedes Teilchen, das von IAXO entdeckt wird, wäre zumindest ein untergeordneter Bestandteil der Dunklen Materie. Das Observatorium wird in der Lage sein, Signale aus einer Vielzahl von unten aufgeführten Quellen zu beobachten.
1. Solare Axionen
2. QCD-Axionen
3. Dunkle-Materie-Axionen
4. Axionen aus astrophysikalischen Hinweisen wie der anomalen Abkühlung von Weißen Zwergen und Neutronensternen, Kugelsternhaufen und heliumbetriebenen Überriesensternen.[1]

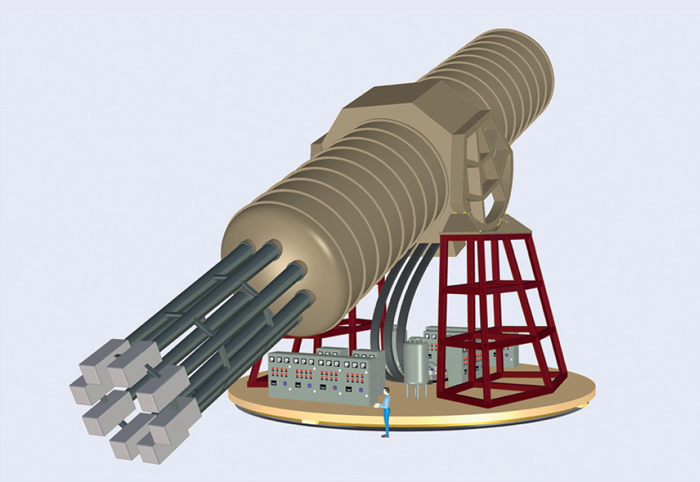
Konzeptuelles Design des International Axion Observatory

IAXO wird ein verbessertes Helioskop der nächsten Generation sein mit einem Signal-Rausch-Verhältnis, das um fünf Größenordnungen höher ist als bei vorherigen Experimenten. Die größere Querschnittsfläche des Magneten, der mit einer Röntgenoptik ausgestattet ist, soll dieses Signal-Hintergrund-Verhältnis erhöhen. Wenn die solaren Axionen mit dem Magnetfeld wechselwirken, können einige von ihnen durch den Primakoff-Effekt in Photonen konvertiert werden. Diese Photonen können dann von den Röntgendetektoren des Helioskops erfasst werden.
Bei dem Magneten handelt es sich um einen speziell angefertigten Supraleiter mit einer Länge von 20 m und einer durchschnittlichen Feldstärke von 2,5 Tesla. Das gesamte Helioskop wird acht Magnetöffnungen mit einem Durchmesser von jeweils 60 cm haben. Jede der Öffnungen wird mit einer fokussierenden Röntgenoptik und einem strahlungsarm gebauten Röntgendetektor ausgestattet. Das Helioskop wird außerdem mit einer Mechanik ausgestattet sein, die es ermöglicht, der Sonne während der Hälfte des Tages kontinuierlich zu folgen. Tracking-Daten werden während des Tages und die Hintergrunddaten während der Nacht aufgenommen. Dies ist das ideale Verhältnis von Signal- und Hintergrunddaten, um die Ereignisrate in jedem Fall richtig abzuschätzen und das Axionen-Signal zu bestimmen.

## BabyIAXO

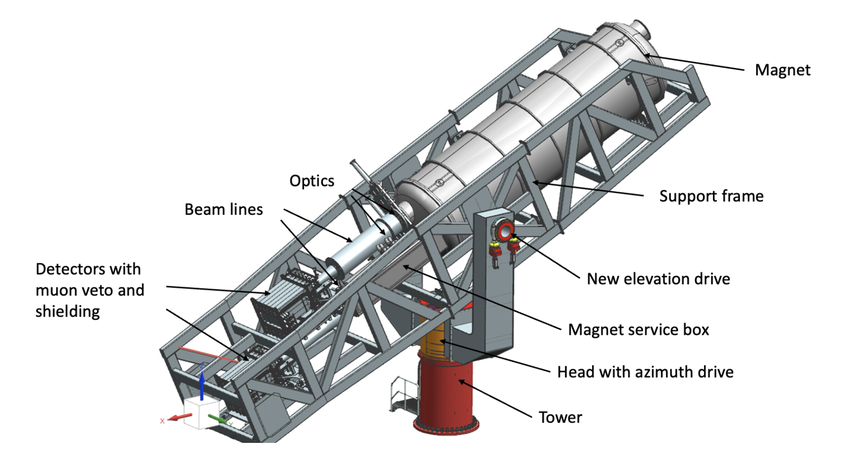
Konzeptuelles Design von BabyIAXO

BabyIAXO ist ein Vorexperiment von IAXO mit einem eigenen Potenzial zur Entdeckung von Axionen und einer etwa 100-mal größeren FOM als CAST. Es dient auch als technologischer Prototyp für alle Teilsysteme des Helioskops als erster Schritt zur Erforschung weiterer Verbesserungen für das endgültige IAXO-Experiment.
BabyIAXO wird von der IAXO-Kollaboration unter Beteiligung von DESY und CERN in der HERA-Süd-Halle am DESY in Hamburg aufgebaut. BabyIAXO soll im Jahr 2028 in Betrieb genommen werden.

### BabyIAXO Design
Während das Design ein fortschreitender Prozess ist, wurde das Konzept von BabyIAXO bereits im Jahr 2021 veröffentlicht. Das Experiment wird aus einem 10 m langen Magneten mit zwei Magnetöffnungen und daher zwei Detektionslinien bestehen, die jeweils mit einer Röntgenoptik und einem Röntgendetektor mit extrem niedrigem Untergrundsignal ausgestattet sind.

#### Magnet
Der supraleitende Magnet hat eine „common-coil“-Anordnung, um ein starkes Magnetfeld über ein großes Volumen zu erzeugen. Er wird 10 m lang sein und aus zwei parallelen „racetrack“-Spulen bestehen, die aus aluminiumstabilisiertem Rutherford-Kabel hergestellt sind. Diese Konfiguration wird ein Magnetfeld von durchschnittlich 2,5 Tesla in den beiden 70-cm-Durchmesser-Magnetöffnungen zwischen den Spulen erzeugen.

#### Röntgenoptik
Da BabyIAXO zwei Magnetöffnungen haben wird, werden zwei gleichzeitig arbeitende Röntgenoptiken benötigt. Bei beiden handelt es sich um Wolter-Optiken (Typ I). Das Signal von der 70-cm-Durchmesser-Magnetöffnung wird auf eine Fläche von 0,2 cm² auf der Detektoroberfläche fokussiert.
Eine der beiden BabyIAXO-Optiken wird aus zwei Technologien für Röntgenoptiken bestehen. Der innere Teil wird auf einer erprobten Technologie basieren, die für den Röntgensatelliten NuSTAR der NASA entwickelt wurde. Der äußere Teil wird vom INAF aus kaltgeformtem Glas hergestellt. Die Brennweite dieser Optik wird 5 m sein.
Die zweite BabyIAXO-Optik wird eines der Flugmodule der XMM-Newton-Weltraummission der ESA sein. Die Brennweite dieser Optik ist 7,5 m.

#### Detektoren
IAXO und BabyIAXO werden über mehrere und unterschiedlich ausgelegte Detektoren verfügen, die nach den Röntgenoptiken an den verschiedenen Magnetöffnungen angebracht sind. Basierend auf den Erfahrungen von CAST wird die Basisdetektortechnologie eine Zeitprojektionskammer (TPC) mit einer MicroMegas-Auslesung sein. Darüber hinaus werden derzeit mehrere andere Technologien untersucht: GridPix, metallische magnetische Kalorimeter (MMC), Silizium-Driftdetektoren (SDD) und Phasenübergangsthermometer (TES).
Die Detektoren für dieses Experiment müssen bestimmten technischen Anforderungen genügen. Sie benötigen eine hohe Detektionseffizienz in der Region von Interesse (ROI) (1 – 10 keV), in der das Primakoff-Axionen-Signal erwartet wird. Außerdem benötigen sie eine sehr niedrige Untergrundrate in der ROI von unter  {\displaystyle \mathrm {10^{-7}counts\,keV^{-1}cm^{-2}s^{-1}} }. Das bedeutet, dass pro Jahr weniger als drei messbare Untergrundsignale detektiert werden dürfen. Um dieses Level an Untergrundrate zu erreichen, werden einige Voraussetzungen für den Detektor benötigt:
1. Eine passive Abschirmung, um Gammastrahlung abzuhalten, meist aus Blei
2. Eine aktive Abschirmung, bestehend aus Plastik Szintillatoren, um Signale, die von kosmischer Höhenstrahlung ausgelöst werden, zu identifizieren und rauszurechnen.
3. Die eigene Strahlungsarmut der Konstruktionsmaterialien, wie ultrareines Kupfer, Kapton oder Teflon
4. Die softwarebasierten Signalunterdrückungsstrategien, die auf topologischen Informationen basieren und von Simulationen bestätigt werden

## Referenzen
1. 1 2 3 4 5 6  E. Armengaud, D. Attié, S. Basso, P. Brun, N. Bykovskiy, J.M. Carmona, J.F. Castel, S. Cebrián, M. Cicoli, M. Civitani, C. Cogollos: Physics potential of the International Axion Observatory (IAXO). In: Journal of Cosmology and Astroparticle Physics. 2019. Jahrgang, Nr. 6, 24. Juni 2019, ISSN 1475-7516, S. 047, doi:10.1088/1475-7516/2019/06/047, arxiv:1904.09155, bibcode:2019JCAP...06..047A (englisch).
2. 1 2 3  Biljana Lakić, IAXO Collaboration: International Axion Observatory (IAXO) status and prospects. In: Journal of Physics: Conference Series. 1342. Jahrgang, Nr. 1, Januar 2020, ISSN 1742-6588, S. 012070, doi:10.1088/1742-6596/1342/1/012070, bibcode:2020JPhCS1342a2070L (englisch).
3. 1 2  J.K. Vogel, E. Armengaud, F.T. Avignone, M. Betz, P. Brax, P. Brun, G. Cantatore, J.M. Carmona, G.P. Carosi, F. Caspers, S. Caspi: The Next Generation of Axion Helioscopes: The International Axion Observatory (IAXO). In: Physics Procedia. 61. Jahrgang, 2015, S. 193–200, doi:10.1016/j.phpro.2014.12.031, bibcode:2015PhPro..61..193V (englisch).
4. ↑  I. G. Irastorza, F. T. Avignone, G. Cantatore, S. Caspi, J. M. Carmona, T. Dafni, M. Davenport, A. Dudarev, G. Fanourakis, E. Ferrer-Ribas, J. Galan: The International Axion Observatory (IAXO). Januar 2012 (englisch).
5. ↑  Cordis Europa: Towards the detection of the axion with the International Axion Observatory. 2. August 2021 (englisch).
6. ↑  Search for WISPs gains momentum. In: CERN Courier. 31. August 2018, abgerufen am 5. August 2021 (englisch).
7. ↑  In search of WISPs. In: CERN Courier. 4. März 2021, abgerufen am 5. August 2021 (englisch).
8. ↑  Axion searches with the International Axion Observatory with ultra low background Micromegas detectors. In: www-instn.cea.fr. Archiviert vom Original am 9. August 2021; abgerufen am 9. August 2021 (englisch).
9. ↑  I G Irastorza, F T Avignone, G Cantatore, J M Carmona, S Caspi, S A Cetin, F E Christensen, A Dael, T Dafni, M Davenport, A V Derbin: Future axion searches with the International Axion Observatory (IAXO). In: Journal of Physics: Conference Series. 460. Jahrgang, Nr. 1, 4. Oktober 2013, ISSN 1742-6596, S. 012002, doi:10.1088/1742-6596/460/1/012002, bibcode:2013JPhCS.460a2002I (englisch).
10. ↑  APS -APS April Meeting 2019 - Event - The International Axion Observatory (IAXO): The Next Generation of Axion Helioscopes. In: Bulletin of the American Physical Society. 64. Jahrgang, Nr. 3. American Physical Society (englisch, aps.org).
11. ↑  E. Armengaud: Conceptual design of the International Axion Observatory (IAXO). In: Journal of Instrumentation. 9. Jahrgang, Nr. 5, 2014, S. T05002, doi:10.1088/1748-0221/9/05/T05002, arxiv:1401.3233, bibcode:2014JInst...9.5002A (englisch).
12. ↑  BabyIAXO submits for publication its Conceptual Design Report. In: EP News. Abgerufen am 16. Mai 2025 (en5).
13. ↑  A solar telescope in search of dark matter. In: www.qu.uni-hamburg.de. Abgerufen am 9. Oktober 2024.
14. 1 2  The IAXO collaboration, A. Abeln, K. Altenmüller, S. Arguedas Cuendis, E. Armengaud, D. Attié, S. Aune, S. Basso, L. Bergé, B. Biasuzzi, P. T. C. Borges De Sousa: Conceptual design of BabyIAXO, the intermediate stage towards the International Axion Observatory. In: Journal of High Energy Physics. 2021. Jahrgang, Nr. 5, Mai 2021, ISSN 1029-8479, S. 137, doi:10.1007/JHEP05(2021)137, arxiv:2010.12076 (englisch, springer.com).